# Gíza
Gíza vagy El-Gíza (egyiptomi arabul:  الجيزة, kiejtve: el-Gíza) város Észak-Egyiptom területén, a Nílus nyugati partján, amely napjainkban már összeolvadt Kairóval és annak egy elővárosát alkotja. Gíza a mintegy 5,6 milliós lakosságával Kairó után Egyiptom és egész Észak-Afrika második legnépesebb városa. Elsősorban ókori egyiptomi emlékeiről, a piramisokról ismert. A várost metróvonal köti össze Kairóval.

## Gazdaság
A város egyik fő bevételi forrása a turizmus a közeli régészeti helyszínek révén. Továbbá egy fontos ipari terület. Kiemelkedő a vegyi anyagok gyártása, a gépgyártás és a cigaretta ipar. Autógyára japán Suzuki gépkocsikat állít elő.

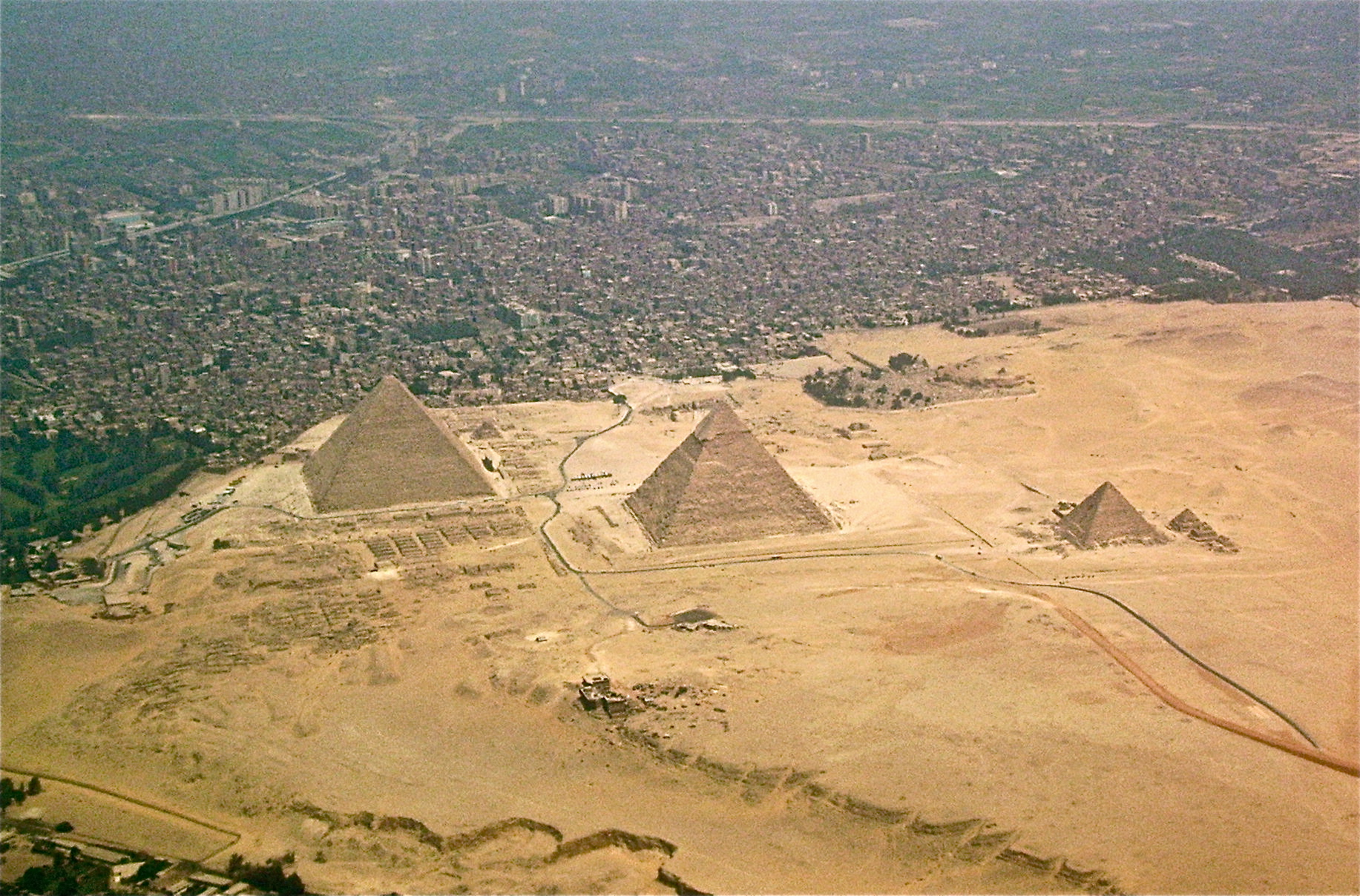
A piramisok háttérben Gíza városával

## Fordítás
Ez a szócikk részben vagy egészben  a   Giza című angol Wikipédia-szócikk fordításán alapul.  Az eredeti cikk szerkesztőit annak laptörténete sorolja fel. Ez a jelzés csupán a megfogalmazás eredetét és a szerzői jogokat jelzi, nem szolgál a cikkben szereplő információk forrásmegjelöléseként.